# Arco musical

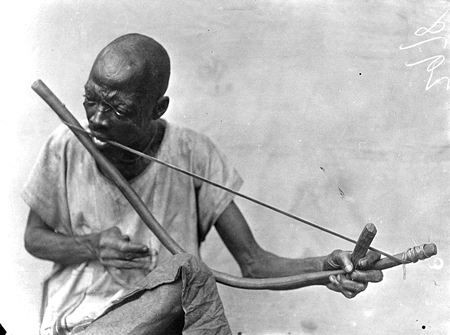
Un Ibo tocando un arco musical, fotografía de 1910.

El arco musical es un instrumento musical de cuerda pulsada conformado por una cuerda tensada entre los extremos de un arco, generalmente de madera. 
El arco tradicional se usa como instrumento musical y como arma. Se desconoce si este fue su primer uso. Ciertas pinturas rupestres en el sur de Francia, datadas alrededor de 15000 a. C., muestran un ritual donde un arco ya fue utilizado como instrumento musical. 
El modo habitual de producir el sonido del arco es frotando la cuerda (instrumento de cuerda frotada), aunque también puede hacerse sonar pulsando la cuerda (instrumento de cuerda pulsada). A diferencia de los instrumentos de cuerda usados en la música sinfónica, no posee una caja de resonancia, aunque puede tener resonadores externos. El tipo más habitual de resonador consiste en una calabaza que está atada a la espalda del portador. El arco también puede resonar en un hoyo o incluso puede utilizarse la boca. Este último método permite conseguir una melodía mucho más rica, al variar el tamaño del resonador.